# Narthecium
Narthecium é um género botânico pertencente à família Liliaceae.

## Espécies
Atualmente há 7 espécies reconhecidas:
- Narthecium americanum Ker Gawl.
- Narthecium asiaticum Maxim.
- Narthecium balansae Briq.
- Narthecium californicum Baker
- Narthecium ossifragum (L.) Huds.
- Narthecium reverchonii Celak.
- Narthecium scardicum Košanin